# Ethan Cormont
Ethan Cormont (Créteil, 29 settembre 2000) è un astista francese.

## Biografia
Residente a Maisons-Alfort e allenato da Alain Kouznetzoff, nel febbraio 2019 batte il primato nazionale juniores detenuto da Jean Galfione saltando la misura di 5,62 m e vincendo il titolo nazionale under 20.
Nel 2020 conclude terzo agli assoluti francesi dietro Renaud Lavillenie e suo fratello Valentin.
Il 31 gennaio 2021, porta il suo primato a 5,72 m, poi una settimana dopo a 5,73 m. Nel mese di febbraio, supera i 5,80 m, ottenendo lo standard per Tokyo 2020. Nel luglio 2021, vince gli europei under 23 a Tallinn, saltando nuovamente 5,80 m.

## Palmarès
| Anno | Manifestazione  | Sede     | Evento           | Risultato | Prestazione | Note                          |
| ---- | --------------- | -------- | ---------------- | --------- | ----------- | ----------------------------- |
| 2018 | Mondiali U20    | Tampere  | Salto con l'asta | 8º        | 5,30 m      |                               |
| 2021 | Europei indoor  | Toruń    | Salto con l'asta | 10º (q)   | 5,60 m      |                               |
| 2021 | Europei U23     | Tallinn  | Salto con l'asta | Oro       | 5,80 m      | Miglior prestazione personale |
| 2021 | Giochi olimpici | Tokyo    | Salto con l'asta | 22º (q)   | 5,50 m      |                               |
| 2023 | Europei indoor  | Istanbul | Salto con l'asta | 5º        | 5,70 m      |                               |
| 2023 | Mondiali        | Budapest | Salto con l'asta | 20º (q)   | 5,55 m      |                               |

## Campionati nazionali
- 1 volta campione nazionale assoluto del salto con l'asta (2021)